# Prvi srpski ustanak
Prvi srpski ustanak je bio ustanak Srba u Beogradskom pašaluku protiv Turaka u razdoblju od 1804. do 1813. godine. Ustanici predvođeni Karađorđem su uspjeli u značajnom vremenskom razdoblju osloboditi pašaluk. Ovaj ustanak je prethodio Drugom srpskom ustanku 1815. godine, koji je na kraju doveo do stvaranja moderne Srbije.
Ustanku je prethodio teror odmetnutih janjičara, koji su na čelu sa svojim časnicima dahijama od 1801. godine upravljali Srbijom, nakon što su 1801. godine pogubili prestavnika središnje osmanske vlasti beogradskog vezira Hadži-Mustafa pašu. Janjičari su se u to vrijeme protivili pokušajima sultana da moderniziraju oružane snage i državnu upravu u Osmanskom Carstvu, te su se pretvorili u faktor nestabilnosti u državi. Četvorica dahija - Aganlija, Kučuk-Alija, Mula Jusuf i Mehmed-Aga Fočić - su podijelila Beogradski pašaluk na približno jednake dijelove, te nametnuli Srbima teške daće. 
Nezadovoljni Srbi i lokalne turske spahije su počeli organizirati otpor protiv janjičara, koji su međutim otkrili pripreme za ustanak, te su širom Pašaluka 4. veljače 1804. godine proveli tzv. Sječu knezova (turske upravne jedinice nahije su bile podijeljene na knežine s po nekoliko sela, kojima je upravljao tzv. obor-knez iz redova srpskog stanovništva; a i svako selo je imalo svog kneza) u kojemu je postradao znatan broj uglednijih i bogatijih Srba. Taj događaj ipak nije prekinuo pripreme za ustanak, nego ih samo ubrzao: na ustaničkoj skupštini u Orašcu (kod Aranđelovca) 14. veljače 1804. bira oko 300 okupljenih za vođu ustanka Karađorđe Petrović, 
Već do početka ožujka je pod oružjem bilo oko 10 tisuća ustanika, koji su u uzastopnim borbama potisnuli janjičare iz Pašaluka i nekoliko okolnih nahija. Janjičari nisu tražili podršku središnje turske vlasti, jer su i sami bili uzurpatori, koji su koristili okolnost da je Turska zaokupljena ratovima na drugim stranama.
Sultan je u Carigradu za novog begoradskog vezira imenovao Hasan-bega, nekadašnjeg rizničara ranijeg vezira Hadži-Mustafa paše, te ga uputio da uspostavi vlast u Srbiji i otpravi odatle janjičare; u pomoć novom veziru je upućen bosanski vezir Ebu Bećir-paša s oko 3.000 vojnika. Vodstvo ustanka pokušava ispočetka isposlovati s osmanskim vlastima koje zamjenjuju janjičare postići dogovor, ali je narodno nezadovoljstvo bilo izrazito veliko, te na više strana kreću u protjerivanje relativno malobrojnog i relativno bogatog turskog stanovništva u gradićima po Srbiji. Od 21. ožujka do 24. travnja vode se borbe između janjičara (i svih drugih Turaka) i srpskih ustanika u samom Beogradu, koje se obnavljaju u svibnju, nakon što ne uspijevaju pregovori koji su vođeni u Zemunu pod pokroviteljskom austrijskih vojnih vlasti. 
Naposljetku u srpnju 1804. godine središnje turske vlasti odlučuju slomiti ustanak snažnom intervencijom vojnih snaga iz okolnih pašaluka, te za beogradskog vezira postavljaju zapovjednika garnizona u Nišu (izvan beogradskog pašaluka) Hafiz-pašu, kojem je dan zadatak da predvodi gušenje ustanka.
Ustanici su pokušali zaustaviti Hafiz-pašine snage na utvrđenim položajima kod sela Ivankovac blizu Ćuprije u središnjoj Srbiji, te je 18. kolovoza 1805. godine zapodjenut Boj na Ivankovcu. Između 6 i 7 tisuća ustanika je uspjelo poraziti znatno nadmoćnije turske snage, koje su se nakon pogibije Hafiz-paše 20. kolovoza povukle u neredu.
Pobjeda je jako ohrabrila Srbe, kojima međutim nisu bile spremne pomoći ni Austrija, ni Rusija; čak niti nakon što su početkom kolovoza 1806. godine u Bitki na Mišaru u Mačvi uspjele odbiti napad turske vojske koja je nadirala iz Bosne, a početkom rujna iste godine i vojsku rumelijskog vezira Ibrahim-paše koja je nadirala s juga.
Srpski predstavnik u Carigradu Petar Ičko je u rujnu 1806. dobio obećanje o miru gdje bi iz Srbije otišli janjičari, a Srbija bi plaćala paušalni danak, vodeći sve lokalne poslove i čak čuvanje granice. Međutim nije on ništa dobio napismeno, iz čega se moralo zaključiti da Turci samo odgađaju konačni vojni obračun. Karađorđe je stoga odlučio krenuti na Beograd: 12. prosinca je osvojio grad, a 27. godine i tvrđavu nad njim.
Naposljetku je u kolovozu 1807. godine u Srbiju ipak došao agent ruske vojske Konstantin Rodofinikin, koji je obećao nekakvu vojnu pomoć i začudo se odmah umiješao u razmirice između srpskih vođa, zauzevši stranu protiv Karađorđa. Inače je Rusija tada bila s Napoleonom sklopila Mir u Tilzitu, nakon neuspjeha u ratovanju protiv Francuske, te je raspravljalo o mogućnostima da se intervenira i u Srbiji: Rusija se doista angažirala u teškom Rusko-turskom rata 1806. – 1812., koji se pretežno vodio oko kontrole Moldavije i Vlaške.
Srbi uz podršku Rusije bilježe daljnje uspjehe, ali velika turska ofenziva 1809. godine baca ustanike i veliki val izbjeglica na austrijsko područje sjeverno od Dunava. Ruska vojska pomaže 1810. godine da se vrate u Srbiju, ali se ruske snage nakon početka Napoleonove invazije na Rusiju 1812. god. povlače: Srpske vođe uopće nisu uključeni u pregovore radi sklapanja Bukureštanski mir iz svibnja 1812., gdje su Rusi dogovorili svoje povlačenje i predaju Srbije pod vlast Osmanskog carstva, uz opću amnestiju za srpske ustanike.
Ustanici se usprkos amnestiji u čijem dogovaranju nisu sudjelovali ne žele predati, pa Turska šalje na Srbiju svoje glavne snage, koje su u to vrijeme već oslobođene od angažmana protiv Rusa. 130.000 turskih vojnika napada iz Bosne, 60.000 iz Niša, te daljnjih 60.000 iz Vidina u Bugarskoj. Srpski otpor je slomljen 7. listopada 1813. godine, a Karađorđe i veći broj drugih srpskih vojnika bježi u Austriju. Već 1815. godine, međutim, uslijedit će Drugi srpski ustanak.